# Губастик крапчастий
Губастик крапчастий (Mimulus guttatus) — вид трав'янистих рослин родини Phrymaceae. Походить із Північної Америки, широко культивується й здичавіло зростає у багатьох країнах Європи. Етимологія: лат. guttatus — «крапчастий».

## Опис
Багаторічні трав'янисті рослини заввишки 20–40 см. Нижні частини стебел голі, горішні частини — із залозистими волосками. Листки супротивні, від короткочерешкових до безчерешкових, широко яйцеподібні, паралельно-жильні, з нерівними зубчастими краями. Квіти: віночок жовтий з червоними крапками, завдовжки 30–40 мм, двогубий; верхня губа 2-лопатева, нижня губа 3-лопатева, горло відкрите. Чашечка 5-дольна. Тичинок 4. Суцвіття — розхитана парасолька. Плоди яйцеподібні, довжиною 10 мм, капсули.

## Поширення
Північна Америка (Канада, США). Чужорідне поширення охоплює багато країн Європи. Населяє канави, струмки, береги озер. Вид був доправлений до Європи як декоративна рослина і здичавів. Як дика рослина був уперше виявлений у 1814 році в Шотландії, а в 1824 році в Англії й Північній Німеччині. Рослина використовується як декоративний елемент, а також для захисту берегів ставків та озер.
В Україні зростає в квітниках і здичавіло — в західній частині країни.

## Галерея

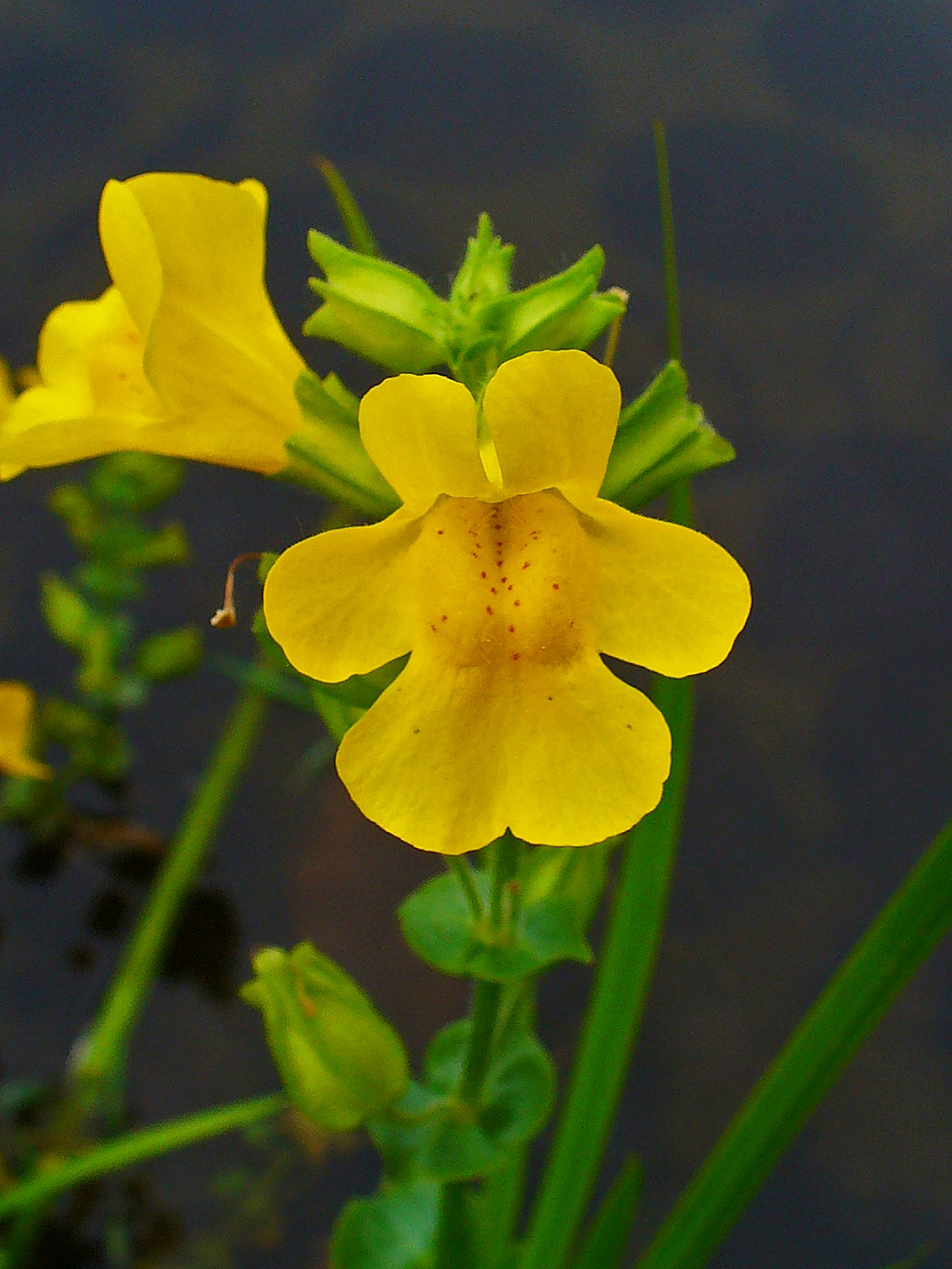
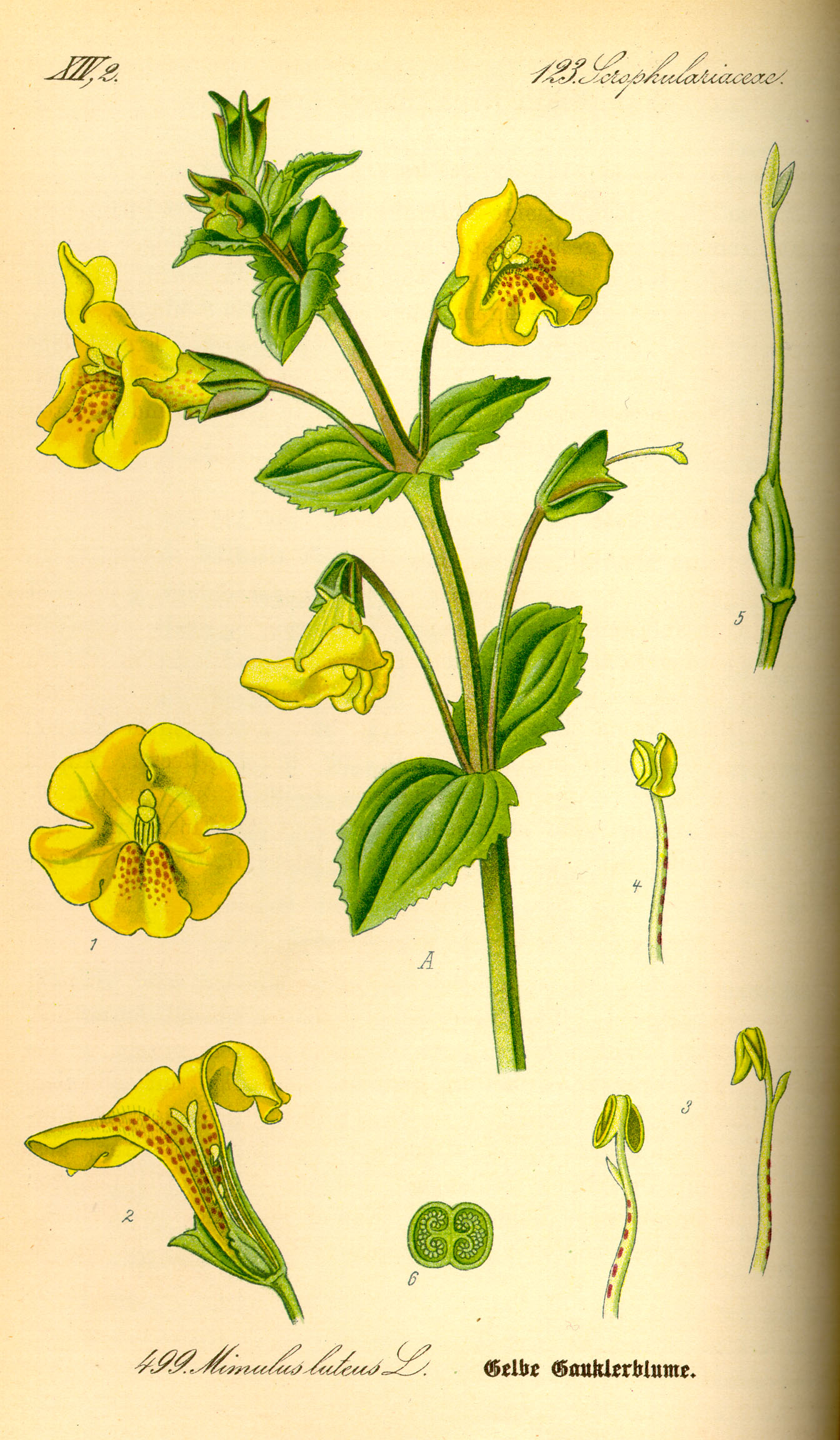